# David Cassan
Pour les articles homonymes, voir Cassan.
David Cassan, né en 1989, est un organiste et improvisateur français, concertiste international, co-titulaire du grand orgue de l’Église Saint-Étienne-du-Mont de Paris, du grand orgue du temple protestant de l'Oratoire du Louvre et professeur d'orgue aux conservatoires à rayonnement régionaux du Grand Nancy et de Saint-Maur-des-Fossés.

## Biographie

### Formation
David Cassan commence ses études musicales au conservatoire à rayonnement régional de Caen, dans la classe d’Erwan Le Prado, ainsi qu'à celui d’Issy-les-Moulineaux et à l’école de musique de Saint-Germain-en-Laye. Au conservatoire à rayonnement régional de Saint-Maur-des-Fossés, il obtient un premier prix d’improvisation à l'orgue dans la classe de Pierre Pincemaille.
David Cassan intègre ensuite les conservatoires nationaux supérieurs de Paris et Lyon, où il poursuit ses études auprès de Thierry Escaich, Cyril Lehn, Pierre Pincemaille, Alain Mabit, Olivier Trachier, Philippe Lefebvre, László Fassang, Louis-Marie Vigne, François Espinasse, Liesbeth Schlumberger et Jean-François Zygel. Il y a obtenu les prix d’orgue, d’improvisation, d’harmonie, de contrepoint, de polyphonie Renaissance, de fugue et forme, d'écriture du XXe siècle et de chant grégorien.
Il est en outre titulaire d’une licence de musicologie obtenue à l’université Paris-Sorbonne.
De plus, à l'occasion de nombreuses classes de maîtres David Cassan a pu perfectionner son art, notamment auprès d’Olivier Latry, Jean-Pierre Leguay, Lorenzo Ghielmi, Henry-Franck Beaupérin, Marie-Louise Langlais, Lynne Davis, Jean Guillou.

### Prix
David Cassan est détenteur de nombreuses récompenses et distinctions. Parmi celles-ci figurent de nombreux concours internationaux dont :
- 3e Prix d'improvisation, Concours international de Dudelange (Luxembourg), en 2011[3] ;
- Grand Prix, Concours international Jean-Louis Florentz de l’Académie des Beaux-Arts (France), en 2012[4],[5] ;
- 1er prix, Concours Pierre Pincemaille (France), en 2012[6] ;
- 2e Prix ex æquo, Concours international de Dudelange en improvisation (Luxembourg), en 2013[3] ;
- 2e Prix et Prix du public, Concours international de Dudelange en interprétation (Luxembourg), en 2013[3] ;
- Grand Prix ex æquo, Prix de la meilleure improvisation sur un chant basque, Prix du Public, Concours André Marchal en improvisation (France), en 2013[7] ;
- Prix de la meilleure interprétation d'une Pièce française, Prix de la meilleure transcription de Richard Wagner, Prix du Public, Concours André Marchal en improvisation (France), en 2013[7] ;
- Grand prix Michelle Leclerc, Concours Merklin (France), en 2013[8] ;
- 1er prix, Concours Schwäbisch Gmünd (Allemagne), en 2013 ;
- 1er prix, Concours Westfalen Impro 5 (Allemagne), en 2013 ;
- 1er prix, Concours Boëllmann-Gigout de la Ville et du Conservatoire de Strasbourg (France), en 2014 ;
- 1er prix, Concours Haarlem (Pays-Bas), en 2014[9] ;
- 1er prix, Festival international d'orgue de St Albans (Angleterre), en 2015[10] ;
- Grand Prix ex aequo et Prix du Public, Concours international de Chartres en improvisation (France), en 2016[11] ;

Il est ainsi le premier organiste français à avoir remporté les trois concours les plus prestigieux (Haarlem, Saint-Albans et Chartres).

## Carrière
David Cassan connait une carrière professionnelle diversifiée en tant que concertiste (interprète et improvisateur), organiste liturgique et enseignant.

### Organiste liturgique
David Cassan a été organiste de chœur à la Basilique Saint-Denis pendant deux ans. Il est ensuite devenu organiste à l'église Notre-Dame-de-Lourdes de Paris, ainsi qu'organiste de la Basilique Notre-Dame des Victoires de la même ville.
Depuis juillet 2017, David Cassan est organiste co-titulaire du grand orgue du temple protestant de l'Oratoire du Louvre, conjointement avec Sarah Kim, à la suite d'un concours.
Il est nommé en janvier 2025 co-titulaire du Grand Orgue de l’Église Saint-Étienne-du-Mont de Paris, aux côtés de Vincent Warnier, succédant au compositeur et organiste Thierry Escaich, lui-même nommé au Grand Orgue de la Cathédrale Notre-Dame de Paris.

### Concertiste
En 2011, il devient l’organiste du Chœur symphonique de Paris.
David Cassan poursuit une carrière de concertiste international (France, Allemagne, Angleterre, Espagne, Uruguay, Pays-Bas, Irlande, Luxembourg, Belgique, Italie, Suisse, etc), en tant que soliste, où il se produit comme interprète et/ou improvisateur,, mais aussi en tant qu'accompagnateur (Didier Sandre, Jean-Loup Chrétien, Orchestre National de Lyon, Capitole de Toulouse, Quatuor Girard, Romain Le Leu, etc). Il participe par exemple à la Nuit de l'orgue de Radio France.
De plus, par passion du cinéma muet, David Cassan se produit également lors de ciné-concerts à l’orgue ou au piano (Cinémathèque de Paris, Auditorium de Lyon, Le Balzac, Fondation Pathé Jérôme Seydoux, Forum des images, etc).

### Professeur
Il devient en 2018 professeur d’orgue et d’improvisation au conservatoire à rayonnement régional du Grand Nancy, à la suite de Jean-Philippe Fetzer. La même année il devient en outre, à la suite de Pierre Pincemaille, professeur d'improvisation à l'orgue au conservatoire à rayonnement régional de Saint-Maur-des-Fossés.
De plus, il participe à de nombreuses classes de maître, comme à la cathédrale Notre-Dame-Immaculée de Monaco, et siège régulièrement au sein des jurys de concours.